# Медична вулиця (Київ)
Меди́чна ву́лиця — вулиця в Солом'янському районі міста Києва у селищі Жуляни. Пролягає між вулицями Гуцульською та Шевченка, від Робітничої вулиці і до кінця забудови. Непарна частина вулиці тягнеться уздовж правого берега річки Борщагівка (Жилка, Нивка).

## Історія
Медична сформувалася у середині XX століття як одна з нових вулиць с. Жуляни між кутками Марченків та Забара. Тоді ж вона отримала назву від лікарні, яка була збудована на початку вулиці й діяла до кінця 1980-х років. Потім приміщення лікарні були передані в оренду кооперативу. Після кількох пожеж будівлю було зруйновано і поступово розібрано.
В кінці сучасної вулиці після Другої світової війни розташовувався невеликий кар'єр, де набирали пісок полонені німці, які працювали на будівництві аеропорту «Жуляни». За кар'єром з території аеропорту протікав струмок, який впадав у Борщагівку. В струмок зливалися відходи з аеропорту, зокрема мазут. Інколи його підпалювали діти. 